# Taunusheim
Taunusheim ist eine deutsche Viking-Metal-Band, die früher „Viking from Norway“ hieß. Ihre zumeist deutschen Texte handeln von Wikingern, aber auch der Taunus wird erwähnt.

## Geschichte
Im Jahr 1995 gründeten die Brüder Erik und Patrick die Band Taunusheim, die seit Mitte 2000 mit der Keyboarderin Ilona Jeschke komplettiert wurde. Vor dem Debüt-Album wurden drei Demos veröffentlicht, die sich insgesamt 3000 mal verkauften.
Die Mitglieder widmeten sich nach dem letzten Demo „Ilmarsj“ zunächst verschiedenen anderen Projekten; Jeschke startete ihr Projekt Carved in Stone. Erst im Winter 2004 nahm Taunusheim wieder neue Songs auf. Im folgenden Januar wurden die Songs im Klangschmiede-Studio E abgemischt und gemastert. Daraus entstand das Debüt-Album „Nebelkämpfe“, bestückt mit sieben Taunus- und Pagan-Hymnen. „Nebelkämpfe“ ist ein Werk, das die Taunusheim-Linie fortsetzt und seinen Hörern erneut von Schlachten und nordischen Sagen erzählt. Taunusheim distanziert sich explizit von dem Missbrauch, den die jüngere Geschichte mit den alten Zeichen betrieben hat.

## Stil
Neben den klassischen Riff-Schemata des Black Metal verwendet Taunusheim atmosphärische Orchestrationen sowie folkloristische Instrumente. Der Gesang ist keifend-guttural und wird von hymnischem Chorgesang ergänzt. Die Tempi halten sich im mittleren Bereich. 

## Diskografie
- 1996: I'm A Viking From Norway (Demo)
- 1997: Lejrild (Demo)
- 1998: Ilmarsj (Demo)
- 2005: Nebelkämpfe (Schwarzdorn Production)